# Pengarang
Pengarang is een bestuurslaag in het regentschap Bondowoso van de provincie Oost-Java, Indonesië. Pengarang telt 4399 inwoners (volkstelling 2010).